# Polymera (Polymera) inornata
Polymera (Polymera) inornata is een tweevleugelige uit de familie steltmuggen (Limoniidae). De soort komt voor in het Neotropisch gebied.